# Brachygonus ruficeps
Brachygonus ruficeps é uma espécie de insetos coleópteros polífagos pertencente à família Elateridae.
A autoridade científica da espécie é Mulsant & Guillebeau, tendo sido descrita no ano de 1855.
Trata-se de uma espécie presente no território português.